# Фанхуей Шъ Уейсин
Фанхуей Шъ Уейсин (традиционен китайски: 返回式衛星; опростен китайски: 返回式卫星; пинин: Fǎnhuí Shì Wèixīng, буквално означава „възвръщаем спътник“) е серия от китайски възвръщаеми разузнавателни спътници, създадени както за военни, така и за граждански цели. Първият спътник е изстрелян през 1969 година, а последният - през 2006. Полетите на апаратите са общо 26, като всички спътници са изстреляни с ракети Чан Джън. С ФШУ Китай става третата нация след СССР и САЩ, която е изстреляла спътник в Космоса и го е върнала успешно.

## Вънпни препратки
- Фанхуей Шъ Уейсин в Енциклопедия Астронавтика.